# 神室スキー場
グリーンバレー神室スキー場（グリーンバレーかむろスキーじょう）は、山形県最上郡金山町にあるスキー場。
ナイターも営業している。スノーボードも利用可能。場内にはレストラン等の他、ホテルや温泉も兼ね備えている。

## ゲレンデ
- 第1ゲレンデ（中級-上級）
- 第2ゲレンデ（上級）
- 第3ゲレンデ（初級）
- 迂回コース
- 神室クロスカントリースキーコース（1.5km 2.0km 3.0km）

その他、ソリ用ゲレンデとスノーチューブゲレンデが存在する。

## アクセス
- 自動車
  - 新庄市から車で約30分
  - 秋田県湯沢市から車で約50分
  - 酒田市から車で約1時間30分
  - 山形市から車で約2時間
- 鉄道
  - JR真室川駅より車で25分。